# Florian Kapsa
Florian Kapsa (ur. 20 stycznia 1898 w Rgielsku, zm. wiosną 1940 w Charkowie) – porucznik piechoty Wojska Polskiego, ofiara zbrodni katyńskiej.

## Życiorys
Urodził się 20 stycznia 1898 w Rgielsku, w ówczesnym powiecie wągrowieckim rejencji bydgoskiej, w rodzinie Walentego.
Uczestnik I wojny światowej i powstania wielkopolskiego, od stycznia
1919 walczył w szeregach 4 pułku strzelców wielkopolskich, późniejszego 58 pułku piechoty. Na początku 1922 został zdemobilizowany.
Prawdopodobnie w 1928 jako oficer rezerwy został powołany do służby czynnej. 15 maja 1930 został przemianowany na oficera zawodowego w stopniu porucznika w korpusie oficerów piechoty ze starszeństwem z 1 stycznia 1925 i 41. lokatą. Służył wówczas w 41 pułku piechoty w Suwałkach. 
W marcu 1931 został przeniesiony do Korpusu Ochrony Pogranicza. Służbę graniczną pełnił w garnizonie Wołożyn. W lipcu 1935 został zwolniony z zajmowanego stanowiska w KOP, a później przeniesiony w stan spoczynku. Wiosną 1936 objął urząd wójta gminy Czuczewicze, w powiecie łuninieckim.
W czasie kampanii wrześniowej 1939 – po agresji ZSRR na Polskę – w nieznanych okolicznościach dostał się do niewoli sowieckiej. Przebywał w obozie w Starobielsku. Wiosną 1940 został zamordowany przez funkcjonariuszy NKWD w Charkowie i pogrzebany potajemnie w bezimiennej mogile zbiorowej w Piatichatkach, gdzie od 17 czerwca 2000 mieści się oficjalnie Cmentarz Ofiar Totalitaryzmu w Charkowie. Figuruje na tzw. liście Gajdideja (poz. 1797)
5 października 2007 minister obrony narodowej Aleksander Szczygło mianował go pośmiertnie na stopień kapitana. Awans został ogłoszony 9 listopada 2007 w Warszawie, w trakcie uroczystości „Katyń Pamiętamy – Uczcijmy Pamięć Bohaterów”.

## Ordery i odznaczenia
- Krzyż Walecznych dwukrotnie[12][13][14]
- Medal Pamiątkowy za Wojnę 1918–1921[1]
- Medal Dziesięciolecia Odzyskanej Niepodległości[1]

20 grudnia 1937 Komitet Krzyża i Medalu Niepodległości odrzucił wniosek o nadanie mu tego odznaczenia „z powodu braku pracy niepodległościowej”.